# Hitman: Codename 47
Hitman: Codename 47, nombrado en español como Hitman: Código 47 es un videojuego de disparos en tercera persona creado por la compañía IO Interactive y publicado por Eidos Interactive en 2000. Es el primer videojuego de la saga Hitman. Como en todos los juegos de la saga, el personaje principal es el Agente 47, un sicario que trabaja para la ICA (International Contract Agency, Agencia Internacional de Contratos).

## Sistema de juego
Hitman: Codename 47 se divide en varias historias principales, cada una con sus niveles. Antes de cada nivel, la Agencia le da la oportunidad al jugador de seleccionar algunas de las armas y el equipo que va a llevar consigo a la misión, según el dinero que haya obtenido en las anteriores fases. Una vez estudiados los informes de cada objetivo, así como las fotos o los mapas que le puedan ser proporcionados, el jugador inicia la misión.
El jugador maneja al propio 47, asesino a sueldo muy habilidoso y sigiloso. En esta, como en todas las entregas de la saga, se castigan los asesinatos de civiles, ya sean peatones, meseros u otros, y lo hace descontando dinero al final de la misión, pudiendo ser considerada fallida si el balance económico es desfavorable para el protagonista. 
Es por esto que no es un juego en el que la táctica principal sea el enfrentamiento directo con el oponente y matar a diestra y siniestra. Es el engaño y el sigilo la principal arma con que el jugador cuenta. Desde no cargar armas a la vista u obtener información de los personajes con que interactúa hasta otras más sofisticadas, como matar silenciosamente (con una cuerda de piano o un cuchillo) esperando el momento de encontrarse a solas con el objetivo o disfrazarse con las ropas de alguna víctima, son ejemplos de las características del juego.
Añadido a eliminar a los objetivos de cada misión, 47 deberá realizar otras tareas secundarias, como esconder cadáveres, desactivar bombas, o liberar inocentes; algunos de ellos le darán información valiosa para el transcurso de la misión.

## Trama

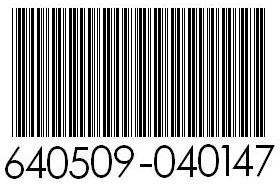
código de barras que posee el Agente 47 en el cuello.

El juego comienza con el Agente 47 despertando en una cama en un hospital psiquiátrico, donde va recibiendo instrucciones por un altavoz de una voz que se presume desquiciada. Cuando 47 llega al final debe matar a un guardia y tomar sus ropas para escapar. El hombre a través del altavoz ve esto en una cámara de vigilancia, se sienta, y se ríe, como ha planeado el escape de 47.
Seis meses después, 47 es un asesino profesional al servicio de la Agencia Internacional de Contratos (ICA), informado por su controladora Diana Burnwood. 47 es enviado alrededor del mundo en una serie de misiones para eliminar a cuatro criminales: Lee Hong, líder de la Tríada del Dragón Rojo en Hong Kong; Pablo Belisario Ochoa, un capo del narcotráfico colombiano; Franz Fuchs, un terrorista austríaco; y Arkadij Jegorov (también conocido como Boris), un conocido traficante y comprador de armas.
A lo largo de sus doce misiones, sin contar el escape inicial del asilo, 47 recoge las cartas escritas entre los diferentes líderes delincuentes, lo que sugiere que estas cuatro personas de alguna manera se conocen entre sí. Además, los cuatro objetivos una vez fueron parte de la Legión Extranjera Francesa más o menos al mismo tiempo y parecen contactarse entre sí con respecto a un ser humano experimental. Las cartas también mencionan a un amigo en común entre los hombres, el 'profesor' Ort-Meyer.
47 es entonces alertado por Diana que los clientes que ordenaron los asesinatos son la misma persona, y que esta persona ha ordenado un asesinato final en el que va a matar a Odon Kovacs, un médico de un sanatorio en Satu Mare, Rumania. El "profesor" Ort-Meyer se revela como el hombre detrás de la voz y llama a la policía. Una unidad del SWAT fuertemente armada penetra y se extiende por el edificio para buscar a 47. Después de matar a su objetivo, 47 se infiltra más profundo y descubre la verdad detrás de su existencia: 47 es el resultado de un experimento de clonación que combina el material genético de cada uno de sus cuatro objetivos previos (Lee Hong, Pablo Ochoa, Franz Fuchs, y Arkadij Jegorov) y del Dr. Ort-Meyer. Los experimentos fueron para crear un ser humano perfecto. Ort-Meyer construyó el escape de 47 del asilo con el fin de probar su desempeño en el mundo exterior. Se supone que Ort-Meyer ordenó los asesinatos de sus compañeros porque querían usar los clones para sus propios fines, algo que Ort-Meyer no estaba dispuesto a permitir. 
Con la ayuda del Agente Smith, que está encerrado en el sanatorio, 47 descubre un laboratorio sofisticado debajo del hospital. En respuesta, Ort-Meyer libera un escuadrón de "Sres. 48", una serie de clones sin mente mejores y fieles. 47 derrota a los clones y se enfrenta a Ort-Meyer. El jugador tiene la opción de matar a Ort-Meyer de inmediato o vacilar, una opción que va a determinar el final del juego. Cuando 47 se infiltra en el laboratorio del doctor, Ort-Meyer primero lo confunde con otro 48. Si el jugador falla en someter a Ort-Meyer a tiempo, él atacará a 47 con un arma de electrochoque y lo pone de nuevo bajo confinamiento. Si el jugador golpea a Ort-Meyer, el doctor tropieza en el suelo y murmura: "Ni siquiera reconocí a mi propio hijo". 47 se arrodilla hacia Ort-Meyer, y entonces le rompe el cuello.